# Bicaci
Bicaci (węg. Mezőbikács) – wieś w Rumunii, w okręgu Bihor, w gminie Gepiu. W 2011 roku liczyła 589 mieszkańców.